# FC Landen
FC Landen is een Belgische voetbalclub uit Landen. De club is aangesloten bij de KBVB met stamnummer 2941 en heeft rood en zwart als kleuren. De club speelt in Eerste Provinciale Limburg, ook al ligt de gemeente in Vlaams Brabant.

## Geschiedenis
De voetbalploeg in Landen werd gesticht in 1940 en had vroeger als naam K. Olympic VC Landen. De naam FC Landen dateert van 2012.

Speciaal aan de club is dat ze in Vlaams Brabant ligt, maar toch actief is in de Limburgse Provinciale klasses.

De stad Landen werd immers pas overgeheveld van de Provincie Luik naar de Provincie Brabant in 1963.
In het seizoen 2023-2024 heeft FC Landen ook een B ploeg in Vierde Provinciale A met als trainer Gwen Lindekens.

## Resultaten
| Seizoen | Klasse | Klasse | Klasse | Klasse | Klasse | Klasse | Klasse | Klasse | Klasse | Reeks                                                    | Punten                                                   | Opmerkingen |
|         | I      | I      | II     | III    | IV     | P.I    | P.II   | P.III  | P.IV   |                                                          |                                                          | |
| ------- | ------ | ------ | ------ | ------ | ------ | ------ | ------ | ------ | ------ | -------------------------------------------------------- | -------------------------------------------------------- | --- |
| 2006/07 |        |        |        |        |        |        |        | 1      |        | 3de prov. Lim. A                                         | 62                                                       | Promotie |
| 2007/08 |        |        |        |        |        |        | 7      |        |        | 2de prov. Lim. B                                         | 42                                                       | |
| 2008/09 |        |        |        |        |        |        | 14     |        |        | 2de prov. Lim. B                                         | 23                                                       | Degradatie |
| 2009/10 |        |        |        |        |        |        |        | 1      |        | 3de prov. Lim. D                                         | 74                                                       | Promotie |
| 2010/11 |        |        |        |        |        |        | 5      |        |        | 2de prov. Lim. A                                         | 53                                                       | |
| 2011/12 |        |        |        |        |        |        | 1      |        |        | 2de prov. Lim. B                                         | 68                                                       | Promotie |
| 2012/13 |        |        |        |        |        | 12     |        |        |        | 1ste prov. Lim.                                          | 33                                                       | |
| 2013/14 |        |        |        |        |        | 15     |        |        |        | 1ste prov. Lim.                                          | 30                                                       | Degradatie |
| 2014/15 |        |        |        |        |        |        | 2      |        |        | 2de prov. Lim. B                                         | 57                                                       | Promotie |
| 2015/16 |        |        |        |        |        | 12     |        |        |        | 1ste prov. Lim.                                          | 35                                                       | |
|         | 1A     | 1B     | 1Am    | 2Am    | 3Am    | P.I    | P.II   | P.III  | P.IV   | Vanaf 2016-17 zijn er 3 nationale en 2 regionale niveaus | Vanaf 2016-17 zijn er 3 nationale en 2 regionale niveaus | Vanaf 2016-17 zijn er 3 nationale en 2 regionale niveaus                                                                |
| 2016/17 |        |        |        |        |        | 14     |        |        |        | 1ste prov. Lim.                                          | 33                                                       | Degradatie |
| 2017/18 |        |        |        |        |        |        | 3      |        |        | 2de prov. Lim. B                                         | 60                                                       | Gewonnen in eerste eindronde van RC Reppel (2-1 in tot.), vervolgens verloren van KEWS Schoonbeek-Beverst (1-1 in tot.) |
| 2018/19 |        |        |        |        |        |        | 6      |        |        | 2de prov. Lim. B                                         | 47                                                       | Verloren in eerste ronde van promotie-eindronde van KFC Hamont 99 (7-5 in tot.).                                        |
| 2019/20 |        |        |        |        |        |        | 4      |        |        | 2de prov. Lim. B                                         | 45                                                       | Vroegtijdig stopgezet wegens de Coronacrisis.                                                                           |
| 2020/21 |        |        |        |        |        |        | -      |        |        | 2de prov. Lim. B                                         | -                                                        | Geschrapt wegens de Coronacrisis.                                                                                       |
| 2021/22 |        |        |        |        |        |        | 7      |        |        | 2de prov. Lim. B                                         | 41                                                       | |
| 2022/23 |        |        |        |        |        |        | 6      |        |        | 2de prov. Lim. B                                         | 49                                                       | |
| 2023/24 |        |        |        |        |        |        | 1      |        |        | 2de prov. Lim. A                                         | 66                                                       | Kampioen |
| 2024/25 |        |        |        |        |        | 4      |        |        |        | Eerste prov. Limburg                                     | 51                                                       | |
| 2025/26 |        |        |        |        |        |        |        |        |        | Eerste prov. Limburg                                     |                                                          | |